# Taraxacum rigidum
Taraxacum rigidum — вид квіткових рослин з родини айстрових (Asteraceae). Вид зростає в Європі: Австрія, Італія, Польща, Швейцарія; це багаторічна рослина помірних біомів.